# Нижнедонской канал
Нижнедонской канал — оросительный канал в Ростовской области Российской Федерации. Проложен в направлении с востока на запад в междуречье Дона и Сала. Был введён в эксплуатацию в 1949—1952 годах.

## География
Канал является продолжением на запад Донского магистрального канала, от которого ответвляется у посёлка Восход. На правом берегу канала расположены населённые пункты Прогресс, Виноградный, Победа, Мичуринский, Донский и Краснодонский. За Донским канал поворачивает на северо-запад, а за расположенным на левом берегу хутором Крымский — на юго-запад. Ниже по каналу расположены населённые пункты Зелёная Горка, Нижнедонской 2-й, Горный и Вершинный. За Вершинным, находящимся уже в общем русле Дона и Сала, основное русло канала прекращается, расходясь по вторичным ирригационным каналам.